# Portland Timbers (USL)
El Portland Timbers fue un club de fútbol de Estados Unidos de la ciudad de Portland en el estado de Oregón. Fue fundado en 2001 que anteriormente jugaba en la USSF Division 2 Professional League de la USL First Division.
El 20 de marzo de 2010, El comisionado de la Major League Soccer Don Garber anuncio una ciudad de franquicia como equipo de expansión para participar por primera vez en la Temporada 2011.

## Estadio

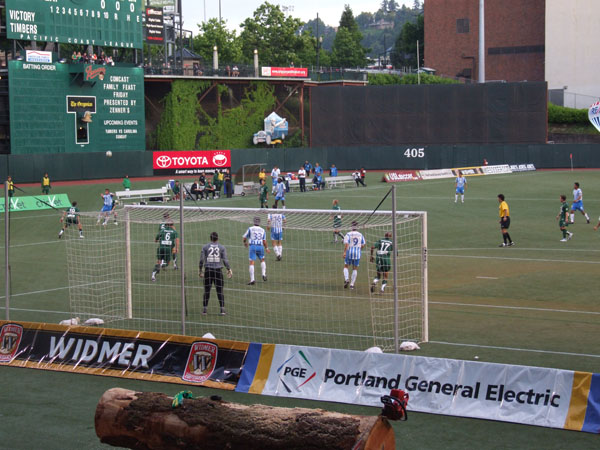
Portland Timbers

Portland Timbers jugó sus partidos como local en el estadio PGE Park, un estadio situado en la ciudad de Portland, en el estado de Oregón. El campo contaba con capacidad para 19.566 espectadores, y césped natural.

## Entrenadores
- Bobby Howe (2001–2005)
- Chris Agnello (2006)
- Gavin Wilkinson (2007–2010)

## Palmarés

### Torneos nacionales
- A-League (1): 2004.
- USL First Division Temporada regular (1): 2009.

## Temporadas
| Año  | División | Liga                | Temporada Regular | Playoffs         | US Open Cup  | Asistencia Promedio |
| ---- | -------- | ------------------- | ----------------- | ---------------- | ------------ | ------------------- |
| 2001 | 2        | USL A-League        | 4º, Western       | Quarterfinals    | No clasificó | 7,169               |
| 2002 | 2        | USL A-League        | 2º, Pacific       | 1.ª Ronda        | No clasificó | 6,260               |
| 2003 | 2        | USL A-League        | 3º, Pacific       | No clasificó     | No clasificó | 5,871               |
| 2004 | 2        | USL A-League        | 1st, Western      | Cuartos de final | 4.ª Ronda    | 5,628               |
| 2005 | 2        | USL First Division  | 5º                | Cuartos de final | 4.ª Ronda    | 6,028               |
| 2006 | 2        | USL First Division  | 11º               | No clasificó     | 3.ª Ronda    | 5,575               |
| 2007 | 2        | USL First Division  | 2º                | Semifinales      | 2.ª Ronda    | 6,851               |
| 2008 | 2        | USL First Division  | 11º               | No clasificó     | 1.ª Ronda    | 8,567               |
| 2009 | 2        | USL First Division  | 1º                | Semifinales      | 3.ª Ronda    | 9,734               |
| 2010 | 2        | USSF D-2 Pro League | 3º, USL (3º)      | Cuartos de final | 3.ª Ronda    | 10,727              |